# 艾讷
艾讷（法語：Haisnes，法語發音：[ɛn]）是法国上法蘭西大區加来海峡省的一个市镇，属于贝蒂讷区。

## 地理
艾讷（50°30'29"N, 2°48'6"E）面积5.58 平方千米，位于法国上法蘭西大區加来海峡省，该省份为法国北部沿海省份，西北濒北海，南至索姆省，东临北部省。
与艾讷接壤的市镇（或旧市镇、城区）包括：拉巴塞、洛斯昂戈埃勒、于吕、韦尔梅勒、维奥莱讷、欧希莱米讷、杜夫兰。

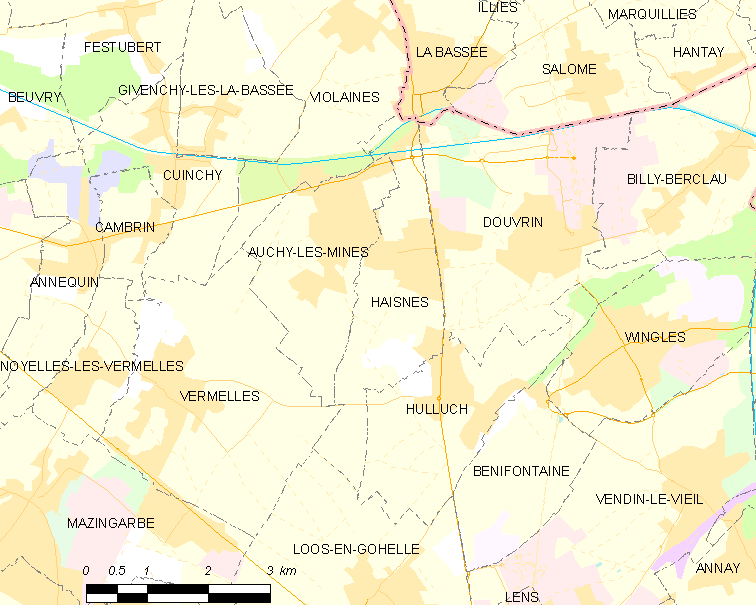
艾讷的OSM定位图

艾讷的时区为UTC+01:00、UTC+02:00（夏令时）。

## 行政
艾讷的邮政编码为62138，INSEE市镇编码为62401。

## 政治
艾讷所属的省级选区为杜夫兰县。

## 人口

1962-2008年间艾讷人口变化图示

艾讷于2022年1月1日时的人口数量为4411人。